# Pardosa qingzangensis
Pardosa qingzangensis är en spindelart som beskrevs av Hu 200. Pardosa qingzangensis ingår i släktet Pardosa och familjen vargspindlar. Inga underarter finns listade i Catalogue of Life.